# Вербовое (Сумский район)
Вербовое (укр. Вербове) — село,
Севериновский сельский совет,
Сумский район,
Сумская область,
Украина.
Код КОАТУУ — 5924786903. Население по переписи 2001 года составляло 89 человек.

## Географическое положение
Село Вербовое находится на расстоянии в 0,5 км от села Софиевка, в 1 км от села Скляровка и в 2-х км от села Надьярное.
По селу протекает пересыхающий ручей с запрудой.